# Dolichopus gubernator
Dolichopus gubernator är en tvåvingeart som beskrevs av Josef Mik 1978. Dolichopus gubernator ingår i släktet Dolichopus och familjen styltflugor. Arten har ej påträffats i Sverige. Inga underarter finns listade i Catalogue of Life.